# Тафтонборо (Нью-Гемпшир)
Тафтонборо (англ. Tuftonboro) — місто (англ. town) в США, в окрузі Керролл штату Нью-Гемпшир. Населення — 2467 осіб (2020).

## Демографія
Згідно з переписом 2010 року, у місті мешкало 2387 осіб у 1029 домогосподарствах у складі 736 родин. Було 2435 помешкань
Расовий склад населення:
| - 98,1 % — білих - 0,3 % — азіатів - 0,2 % — чорних або афроамериканців - 0,1 % — корінних американців |

До двох чи більше рас належало 1,3 %. Частка іспаномовних становила 0,5 % від усіх жителів.
За віковим діапазоном населення розподілялося таким чином: 18,9 % — особи молодші 18 років, 57,4 % — особи у віці 18—64 років, 23,7 % — особи у віці 65 років та старші. Медіана віку мешканця становила 50,8 року. На 100 осіб жіночої статі у місті припадало 101,1 чоловіків;  на 100 жінок у віці від 18 років та старших — 99,2 чоловіків також старших 18 років.
Середній дохід на одне домашнє господарство  становив 68 384 долари США (медіана — 57 426), а середній дохід на одну сім'ю — 77 619 доларів (медіана — 67 417). Медіана доходів становила 47 045 доларів для чоловіків та 40 625 доларів для жінок. За межею бідності перебувало 9,6 % осіб, у тому числі 6,0 % дітей у віці до 18 років та 11,1 % осіб у віці 65 років та старших.
Цивільне працевлаштоване населення становило 958 осіб. Основні галузі зайнятості: освіта, охорона здоров'я та соціальна допомога — 28,1 %, будівництво — 14,3 %, мистецтво, розваги та відпочинок — 11,7 %.